# Бромеліт
Бромеліт (рос. бромеллит; англ. bromellite; нім. Bromellit) — мінерал, оксид берилію, близький до цинкіту.

## Загальний опис
Хімічна формула: ВеО.
Сингонія гексагональна.
Структура вюрцитова.
Твердість 9.
Густина 3,02.
Колір білий.
Блиск скляний. Прозорий.
Кристали призматичні.
Виявлений в Лонгбані (Швеція), де асоціює з сведенбергітом, ріхтеритом і марганцевим біотитом. Дуже рідкісний.
Синонім: Берилієва земля.